# 1984年夏季残疾人奥林匹克运动会缅甸代表团
1984年夏季残疾人奥林匹克运动会缅甸代表团是缅甸派出的1984年夏季残疾人奥林匹克运动会代表团。获得1枚金牌、2枚银牌和1枚铜牌。